# Lista odcinków serialu Dochodzenie
Poniżej znajduje się lista odcinków serialu Dochodzenie, emitowanego przez amerykańską telewizję AMC od 2011 do 2013 roku. Czwarty sezon był emitowany przez platformę internetową Netflix. Łącznie powstały 4 sezony składające się z 44 odcinków.

## Sezon 1 (2011)
| 1 | Pilot                              | Zaginiona         | Patty Jenkins         | Veena Sud      | 3 kwietnia 2011  | 7 września 2011      |
| Na łące zostaje znaleziony dziewczęcy sweter i karta kredytowa na nazwisko Stanley Larsen. Detektyw Sarah Linden przed wyprowadzką z Seattle i ostatecznym odejściem z pracy w policji zostaje wezwana na miejsce zbrodni. Towarzyszy jej dopiero przybyły do wydziału zabójstw detektyw Holder. W tym samym czasie okazuje się, że zaginęła siedemnastolatka, Rosie Larsen. Wieczorem tego samego dnia z jeziora wyłowiony zostaje samochód z ciałem młodej dziewczyny w bagażniku. Auto należy do kampanii obecnego radnego, kandydata na burmistrza, Darrena Richmonda. |                                    |                   |                       |                |                  |                      |
| 2 | The Cage                           | Piwnica           | Ed Bianchi            | Veena Sud      | 3 kwietnia 2011  | 7 września 2011      |
| Konsultacja z rodzicami Rosie Larsen wykazuje, że ciało dziewczyny znalezionej w bagażniku samochodu wyłowionego z rzeki, należy do ich córki. Linden i Holder starają się odtworzyć wydarzenia poprzedzające jej śmierć. Rozmawiają z jej kolegami, a także z kandydatem na nowego burmistrza – Darrenem Richmondem oraz z jego sztabem. Sprawa nabiera charakteru politycznego, gdyż Richmond chce wykorzystać ją podczas kampanii wyborczej. Linden przekłada termin swojej wyprowadzki do Kalifornii. Krytycznie podchodzi też do swojego nowego partnera.             |                                    |                   |                       |                |                  |                      |
| 3 | El Diablo                          | El Diablo         | Gwyneth Horder-Payton | Dawn Prestwich | 10 kwietnia 2011 | 14 września 2011     |
| Wiadomość o tym, że Richmond jest podejrzanym w sprawie Rosie, przedostaje się do mediów. Jego notowania drastycznie spadają, więc podejmuje on desperackie kroki, by ratować swoją kampanię. Podejrzenia Linden i Holdera kierują się na szkolnego kolegę Rosie, który nazywany jest „El Diablo”. Tymczasem rodzina Larsenów, nie może pogodzić się ze śmiercią dziewczyny. |                                    |                   |                       |                |                  |                      |
| 4 | A Soundless Echo                   | Bezdzwięczne echo | Jennifer Getzinger    | Soo Hugh       | 17 kwietnia 2011 | 21 września 2011     |
| Linden i Holderowi udaje się odtworzyć nagranie z telefonu komórkowego. Gdy sądzą, że są bliscy rozwikłania sprawy, okazuje się, że wrócili do punktu wyjścia. Tymczasem notowania Richmonda wciąż spadają. Jego sztab wyborczy usiłuje zdobyć nowe środki finansowe. Sarah odkrywa, że Rosie często jeździła autobusem na drugi koniec miasta. |                                    |                   |                       |                |                  |                      |
| 5 | Super 8                            | Super 8           | Phil Abraham          | Jeremy Doner   | 24 kwietnia 2011 | 28 września 2011     |
| Po odnalezieniu listów Rosie, policja skupia swoją uwagę na nauczycielu dziewczyny – Bennecie Ahmedzie. Mężczyzna twierdzi, że nie ma nic wspólnego z dziewczyną i naprowadza Linden i Holdera na nowy trop. Pomimo że kampania wyborcza Richmonda zaczyna przynosić efekty, wciąż szuka on dywersanta w swoim sztabie. |                                    |                   |                       |                |                  |                      |
| 6 | What You Have Left                 | Porzucone dowody  | Agnieszka Holland     | Nic Pizzolatto | 1 maja 2011      | 5 października 2011  |
| Policja przeszukując dom Benneta Ahmeda znajduje związek chemiczny, który był także na ciele martwej dziewczyny. Linden przeprowadza rozmowy z sąsiadami, którzy zeznają, że widzieli Rosie w domu nauczyciela, w przeddzień jej śmierci. Tymczasem Richmond staje przed dylematem: musi zdecydować czy usunąć Ahmeda ze swojego sztabu wyborczego. |                                    |                   |                       |                |                  |                      |
| 7 | Vengeance                          | Zemsta            | Ed Bianchi            | Linda Burstyn  | 8 maja 2011      | 12 października 2011 |
| Ojciec Rosie powątpiewa w sukces policyjnych poszukiwań, dlatego postanawia sam porozmawiać z Ahmedem. Linden i Holder ponownie przesłuchują żonę Benneta i uzyskują od niej informacje o Mohammedzie – koledze jej męża. Tymczasem Darren Richmond ma coraz większe kłopoty podczas swojej kampanii. |                                    |                   |                       |                |                  |                      |
| 8 | Stonewalled                        | Pominięci         | Dan Attias            | Aaron Zelman   | 15 maja 2011     | 19 października 2011 |
| Okazuje się, że w sprawie Mohammeda toczyło się śledztwo prowadzone przez FBI. Linden i Holder popadają w tarapaty, gdyż prawdopodobnie zniweczyli rezultaty tego śledztwa. W tym czasie, Richmond ma przesłuchanie o zwolnienie warunkowe pijanego kierowcy, który zabił jego żonę. |                                    |                   |                       |                |                  |                      |
| 9 | Undertow                           | Odpływ            | Agnieszka Holland     | Dan Nowak      | 22 maja 2011     | 26 października 2011 |
| Dzięki nielegalnemu podsłuchowi u Ahmeda, Linden zdobywa kolejny dowód. W tym czasie, Holder usiłuje załatwić pozwolenie na podsłuch ze wsteczną datą. Sarah informuje o postępach w śledztwie matkę Rosie. Wówczas Stan Larsen postanawia osobiście wymierzyć sprawiedliwość Bennetowi. |                                    |                   |                       |                |                  |                      |
| 10 | I’ll Let You Know When I Get There | Nowe fakty        | Ed Bianchi            | Nicole Yorkin  | 29 maja 2011     | 2 listopada 2011     |
| Bennet Ahmed w stanie krytycznym trafia do szpitala. Wówczas Stan Larsen zgłasza się na policję, by przyznać się do winy. Okazuje się, że nauczyciel był niewinny. Tymczasem Sarah i Stephen odkrywają, że kluczem do znalezienia osoby, z którą spotkała się Rosie przed śmiercią, może być jej breloczek. |                                    |                   |                       |                |                  |                      |
| 11 | Missing                            | Zaginięcie        | Nicole Kassell        | Veena Sud      | 5 czerwca 2011   | 9 listopada 2011     |
| Linden dowiaduje się, że spotkanie Rosie, odbyło się w kasynie, leżącym na terytorium Indian. Nastręcza to poważne trudności, gdyż problemem jest zdobycie nakazu przeszukania od władz federalnych. W dodatku okazuje się, że syn Sary, Jack, od kilku dni nie pojawił się w szkole. |                                    |                   |                       |                |                  |                      |
| 12 | Beau Soleil                        | Beau Soleil       | Keith Gordon          | Jeremy Done    | 12 czerwca 2011  | 16 listopada 2011    |
| Holder i Linden dowiadują się, z którego bankomatu korzystała w kasynie Rosie. Okazuje się, że wpłacała ona na konto sporą ilość pieniędzy. Policjanci podejrzewają, że Rosie pracowała jako dziewczyna do towarzystwa. Przesłuchując inne dziewczyny, wychodzi na jaw, że Rosie prawdopodobnie spotkała się z perwersyjnym klientem, nazywanym Orfeuszem. |                                    |                   |                       |                |                  |                      |
| 13 | Orpheus Descending                 | Upadek Orfeusza   | Brad Anderson         | Veena Sud      | 19 czerwca 2011  | 23 listopada 2011    |
| Linden i Holder, z zaskoczeniem odkrywają, że tajemniczy Orfeusz to Darren Richmond. Aby dokonać aresztowania, szukają nowego, mocnego dowodu. Po prześledzeniu trasy jaką poruszał się jego samochód, odnajdują miejsce morderstwa Rosie. Wkrótce aresztują polityka. Gdy Linden ma odlatywać do swojego narzeczonego, orientuje się, że kluczowy dowód w sprawie, prawdopodobnie został sfałszowany. |                                    |                   |                       |                |                  |                      |

## Sezon 2 (2012)
| 1 | Reflections         | Odbicia              | Agnieszka Holland | Veena Sud         | 1 kwietnia 2012  | 4 lipca 2012     |
| Detektyw Linden orientuje się, że Holder ją oszukał i sfabrykował dowód przeciw Richmondowi. Zauważa również, że mógł kryć się za tym większy spisek. Tymczasem postrzelony Darren leży w szpitalu i pozostaje w śpiączce. Policja oskarża o zamach Belko, pracownika Stana Larsena. Natomiast żona Stana, Mitch, znika z domu. |                     |                      |                   |                   |                  |                  |
| 2 | My Lucky Day        | Mój szczęśliwy dzień | Dan Attias        | Dawn Prestwich    | 1 kwietnia 2012  | 11 lipca 2012    |
| Przed domem Larsenów, ktoś zostawia stary plecak Rosie. Holder, który prowadzi teraz tę sprawę, podmienia plecak na fałszywy w magazynie dowodów. Radny Richmond wybudza się ze śpiączki i orientuje się, że jest sparaliżowany od pasa w dół. Tymczasem Linden prowadzi śledztwo na własną rękę i dowiaduje się od Gwen i Darrena, że radny rzeczywiście jest niewinny. Stan prosi swojego dawnego kolegę o pomoc.                                                              |                     |                      |                   |                   |                  |                  |
| 3 | Numb                | Odrętwienie          | Brad Anderson     | Eliza Clark       | 8 kwietnia 2012  | 18 lipca 2012    |
| Mitch Larsen podróżuje samochodem i widzi swoją martwą córkę wszędzie, gdzie się tylko pojawi. Linden odzyskuje dowództwo w sprawie Rosie i bada tajemniczy tatuaż, widziany na nagraniu z zabitą dziewczyną. Tymczasem klub Beau Soleil, w którym córka Larsenów była widziana zostaje podpalony. Nagranie z monitoringu ujawnia, ze podpalacze poruszali się samochodem Stana.                                                                                                 |                     |                      |                   |                   |                  |                  |
| 4 | Ogi Jun             | Ogi Jun              | Phil Abraham      | Jeremy Doner      | 15 kwietnia 2012 | 25 lipca 2012    |
| Detektywi szukają chłopaka z tajemniczym tatuażem. Okazuje się nim być Alexi Giffords, chłopak mieszkający przez wiele lat w rodzinach zastępczych. Stan Larsen dowiaduje się, że jego dawny szef – Janek, pomógł mu z załatwieniem sprawy Belko Royce’a, który popełnił samobójstwo. Holder zwierza się Linden, że był przekonany, że zdjęcie które podrzucił było prawdziwe.                                                                                                   |                     |                      |                   |                   |                  |                  |
| 5 | Ghosts of the Past  | Duchy przeszłości    | Ed Bianchi        | Wendy Riss        | 22 kwietnia 2012 | 1 sierpnia 2012  |
| Linden i Holder orientują się, że ojciec Alexiego został zabity przez Stana Larsena, kiedy ten pracował jeszcze dla mafii. Chłopak zeznaje też, że Rosie wysłała do niego wiadomość, na krótko przed śmiercią. Twierdziła, że dowiedziała się prawdy o swojej rodzinie. Tymczasem Mitch Larsen, by poradzić sobie z traumą, izoluje się od swojej rodziny mieszkając w motelu. Próbuje tam pomóc młodej dziewczynie, w wieku Rosie.                                              |                     |                      |                   |                   |                  |                  |
| 6 | Openings            | Otwarcie             | Kevin Bray        | Aaron Zelman      | 29 kwietnia 2012 | 8 sierpnia 2012  |
| Okazuje się, że Stan nie był biologicznym ojcem Rosie Laresen. Twierdzi też, że nie wie skąd jego przybrana córka się o tym dowiedziała. Detektywi odkrywają, że w sprawę zamieszany może być Jasper Ames, lobbysta burmistrza. Jego syn zeznaje, że Ames miał się spotkać z Rosie, w dzień jej śmierci. Tymczasem Darren Richmond decyduje się jednak wystartować w wyborach.                                                                                                   |                     |                      |                   |                   |                  |                  |
| 7 | Keylela             | Keylala              | Nicole Kassell    | Dan Nowak         | 6 maja 2012      | 15 sierpnia 2012 |
| Linden i Holder postanawiają powrócić na teren kasyna, gdzie Rosie była widziana przed śmiercią. Sarah ma dodatkowo problemy z opieką społeczną, która interesuje się Jackiem. Darren Richmond daje się przekonać swoim współpracownikom by poprosić Stana o pomoc w kampanii. Tymczasem Holder zostaje złapany przez Indian – właścicieli kasyna. |                     |                      |                   |                   |                  |                  |
| 8 | Off the Reservation | Bez pozwolenia       | Veena Sud         | Nathaniel Halpern | 13 maja 2012     | 22 sierpnia 2012 |
| Pod naciskiem Linden policja rozpoczyna poszukiwanie Holdera. Odnajdują go w końcu poturbowanego, niedaleko rezerwatu Indian. Linden za samowolne wtargnięcie zostaje zawieszona w obowiązkach. Decyduje się także wysłać Jacka, do jego ojca. Sarah spotyka się z informatorką Holdera, która znalazła plecak Rosie. |                     |                      |                   |                   |                  |                  |
| 9 | Sayonara Hiawatha   | Żegnaj wodzu         | Phil Abraham      | Nicole Yorkin     | 20 maja 2012     | 29 sierpnia 2012 |
| Porucznik Carlson odbiera sprawę Rosie, Holderowi i Linden, twierdząc, że zajmuje się nią teraz policja hrabstwa. Holder dowiaduje się jednak, że to nieprawda. Oboje zdani tylko na siebie, powracają do kasyna aby zbadać tajemnicze 10. piętro, na którym przebywała Rosie. Tymczasem Mitch Larsen odwiedza biologicznego ojca Rosie. |                     |                      |                   |                   |                  |                  |
| 10 | 72 Hours            | 72 godziny           | Nicole Kassell    | Eliza Clark       | 27 maja 2012     | 5 września 2012  |
| Po incydencie na 10. piętrze kasyna, Linden zostaje przyjęta na 3-dobową obserwację do szpitala psychiatrycznego. Lekarze stwierdzają u niej próbę samobójczą. W tym czasie Holder usiłuje wyciągnąć Sarah ze szpitala i jednocześnie nadal prowadzi śledztwo, ignorując polecenia porucznika Carlsona. |                     |                      |                   |                   |                  |                  |
| 11 | Bulldog             | Bulldog              | Ed Bianchi        | Jeremy Doner      | 3 czerwca 2012   | 12 września 2012 |
| Po tym jak były narzeczony Linden wyciągnął ją ze szpitala, Sarah wraca do pracy nad sprawą Rosie. Wraz z Holderem proszą Gwen by wpłynęła na swojego ojca, który może wydać federalny nakaz przeszukania kasyna. Podczas przeszukania odnajdują kartę wstępu, z biura burmistrza. Gangster Janek Kovarsky prosi Stana o zabicie Josepha Nowaka. Tymczasem Richmond wyjawia publicznie co robił w czasie morderstwa córki Larsenów.                                              |                     |                      |                   |                   |                  |                  |
| 12 | Donnie or Marie     | Donnie czy Marie     | Keith Gordon      | Aaron Zelman      | 10 czerwca 2012  | 19 września 2012 |
| Linden i Holder odkrywają, że karta wstępu znaleziona w kasynie należała do kogoś z biura Richmonda i podejrzewają Gwen lub Jamiego. Ponieważ mają zostać zaraz aresztowani decydują się pójść na układ z burmistrzem Adamsem. Detektywi zdobywają kamerę z nagraniem, na którym widać kto odwiedzał kasyno w dniu śmierci Rosie. Tymczasem Mitch Larsen wraca do rodziny. |                     |                      |                   |                   |                  |                  |
| 13 | What I know         | To co wiem           | Patty Jenkins     | Veena Sud         | 17 czerwca 2012  | 26 września 2012 |
| Po tym jak Jamie przyznał się Darrenowi, że zabił Rosie, detektywi przyjeżdżają go aresztować. Widząc to Jamie wyciąga broń i zostaje zastrzelony przez Holdera. Jednak Linden nadal ma wątpliwości co do winy Jamiego, ze względu na niewyjaśniony udział Michaela Amesa. Tymczasem Larsenowie są w trakcie przeprowadzki. Gdy Linden przyjeżdża, by ich poinformować o zamknięciu sprawy, orientuje się, że prawdziwą sprawczynią śmierci Rosie była jej ciotka – Terry Marek. |                     |                      |                   |                   |                  |                  |

## Sezon 3 (2013)
| #  | Tytuł                  | Polski tytuł                   | Reżyseria      | Scenariusz                    | Premiera        | Premiera         |
| -- | ---------------------- | ------------------------------ | -------------- | ----------------------------- | --------------- | ---------------- |
| 1  | The Jungle             | Dżungla                        | Ed Bianchi     | Veena Sud                     | 2 czerwca 2013  | 6 lipca 2013     |
| 2  | That You Fear the Most | To czego boisz się najbardziej | Lodge Kerrigan | Dan Nowak                     | 2 czerwca 2013  | 6 lipca 2013     |
| 3  | Seventeen              | Siedemnaście                   | Kari Skogland  | Eliza Clark                   | 9 czerwca 2013  | 13 lipca 2013    |
| 4  | Head Shots             | Strzał w głowę                 | Michael Rymer  | Dawn Prestwich, Nicole Yorkin | 16 czerwca 2013 | 13 lipca 2013    |
| 5  | Scared and Running     | Przerażony i uciekający        | Dan Attias     | Coleman Herbert               | 23 czerwca 2013 | 20 lipca 2013    |
| 6  | Eminent Domain         | Znakomita domena               | Keith Gordon   | David Wiener                  | 30 czerwca 2013 | 27 lipca 2013    |
| 7  | Hope Kills             | Nadzieja zabija                | Tricia Brock   | Brett Conrad                  | 7 lipca 2013    | 3 sierpnia 2013  |
| 8  | Try                    | Próba                          | Lodge Kerrigan | Nic Sheff, Aaron Slavik       | 14 lipca 2013   | 10 sierpnia 2013 |
| 9  | Reckoning              | Rozliczenie                    | Jonathan Demme | Dan Nowak                     | 21 lipca 2013   | 17 sierpnia 2013 |
| 10 | Six Minutes            | 6 minut                        | Nicole Kassell | Veena Sud                     | 28 lipca 2013   | 24 sierpnia 2013 |
| 11 | From Up Here           | brak                           | Phil Abraham   | Eliza Clark                   | 4 sierpnia 2013 | 31 sierpnia 2013 |
| 12 | The Road to Hamelin    | Droga do Hamelin               | Dan Attias     | Dawn Prestwich, Nicole Yorkin | 4 sierpnia 2013 | 7 września 2013  |

## Sezon 4 (2014)
| # | Tytuł              | Polski tytuł | Reżyseria         | Scenariusz                    | Premiera A&E    | Premiera     |
| - | ------------------ | ------------ | ----------------- | ----------------------------- | --------------- | ------------ |
| 1 | Blood in the Water | brak         | Nicole Kassell    | Veena Sud                     | 1 sierpnia 2014 | nieemitowany |
| 2 | Unraveling         | brak         | Lodge Kerrigan    | Dan Nowak                     | 1 sierpnia 2014 | nieemitowany |
| 3 | The Good Soldier   | brak         | Ed Bianchi        | Nicole Yorkin, Dawn Prestwich | 1 sierpnia 2014 | nieemitowany |
| 4 | Dream Baby Dream   | brak         | Gregory Middleton | Sean Whitesell                | 1 sierpnia 2014 | nieemitowany |
| 5 | Truth Asunder      | brak         | Coky Giedroyc     | Dan Nowak                     | 1 sierpnia 2014 | nieemitowany |
| 6 | Eden               | brak         | Jonathan Demme    | Veena Sud                     | 1 sierpnia 2014 | nieemitowany |